# Јарелис Бариос
Јарелис Бариос Кастањеда (енгл. Yarelys Barrios Castañeda; Пинар дел Рио, 12. јул 1983) је кубанска атлетичарка, специјалиста за бацање диска. Вишеструка је победница националних првенстава. У Пекингу 2008. је освојила сребрну медаљу на Олимпијским играма. Њен лични рекорд је 68,03 метра, остварен 2012. у Хавани.